# أحمد حمدي
اللواء المهندس أحمد حمدي ( 20 مايو 1929 - 14 أكتوبر 1973) هو عسكري مصري.

## حياته
ولد أحمد حمدي في 20 مايو عام 1929، وكان والده من رجال التعليم بمدينة المنصورة، تخرج الشهيد في كلية الهندسة جامعة القاهرة قسم الميكانيكا، وفي عام 1951 التحق بالقوات الجوية، ومنها نقل إلى سلاح المهندسين عام 1954. حصل الشهيد على دورة القادة والأركان من أكاديمية فرونز العسكرية العليا بالإتحاد السوفيتي بدرجة امتياز .

## إنجازاته
- أثناء العدوان الثلاثي عام 1956 أظهر اللواء بطولة واضحة حينما فجر بنفسه كوبري الفردان حتى لا يتمكن العدو من المرور عليه
- أطلق عليه زملاؤه لقب (اليد النقية) لأنه أبطل مفعول آلاف الألغام قبل انفجارها وكان معروف عنة مهارتة وسرعتة في تفكيك الألغام ودرّب أجيال في هذا المجال
- عند صدور أوامر الانسحاب في حرب 1967 رفض الإنسحاب إلّا بعد أن يقوم بتدمير خطوط توصيل المياه بسيناء وبالفعل دمّر خطوط مياه سيناء حتى لا تقع في يد العدو
- كان صاحب فكرة إقامة نقاط للمراقبة على أبراج حديدية على الشاطئ الغربي للقناة بين الأشجار لمراقبة تحركات العدو ولم تكن هناك سواتر ترابية أو أي وسيلة للمراقبة وقتها، وقد نُفذت هذه الفكرة واختار هو مواقع الأبراج بنفسه
- تولى قيادة لواء المهندسين المخصص لتنفيذ الأعمال الهندسية بالجيش الثاني الميداني وكانت القاعدة المتينة لحرب أكتوبر 1973
- في عام 1971 كُلِّف بتشكيل وإعداد لواء كباري جديد كامل وهو الذي تم تخصيصة لتأمين عبور الجيش الثالث الميداني
- تحت إشرافه المباشر تم تصنيع وحدات لواء الكباري واستكمال معدات وبراطيم العبور
- كان له الدور الرئيسي في تطوير الكباري الروسية الصنع لتلائم ظروف قناة السويس و طوّر تركيب الكباري ليصبح تركيبها في 6 ساعات بدلا من 74 ساعة
- صمّم وصنع كوبري علوي يتم تركيبه على أساس ومواسير حديدية يتم سحبها وتركيبها عاشق ومعشوق لاستخدام هذه الكباري في حالة فشل قوات الصاعقة في غلق فتحات النابلم في القناة
- أسهم بنصيب كبير في إيجاد حل للساتر الترابي، وقام بوحدات لوائه بعمل قطاع من الساتر الترابي في منطقة تدريبية وأجرى عليه الكثير من التجارب التي ساعدت في النهاية في التوصل إلى الحل الذي استخدم فعلا
- عندما حانت لحظة الصفر يوم 6 أكتوبر 1973 طلب اللواء من قيادته التحرك شخصيا إلى الخطوط الأمامية ليشارك أفراده لحظات العمل في تركيب الكباري على القناة, وتحرّك بالفعل إلى القناة واستمر وسط جنوده طوال الليل بلا نوم ولا طعام ولا راحة، ينتقل من معبر إلى آخر حتى اطمأن قلبه إلى بدء تشغيل معظم الكباري والمعابر. وصلّى ركعتين شكراً لله على رمال سيناء المحررة.

## استشهاده
في يوم 14 أكتوبر 1973 كان يشارك وسط جنوده في إعادة إنشاء كوبري لضرورة عبور قوات لها أهمية خاصة وضرورية لتطوير وتدعيم المعركة، وأثناء ذلك ظهرت مجموعة من البراطيم متجهه بفعل تيار الماء إلى الجزء الذي تم إنشاؤه من الكوبري معرّضة هذا الجزء إلى الخطر وبسرعة بديهة وفدائية قفز إلى ناقلة برمائية كانت تقف على الشاطئ قرب الكوبري وقادها بنفسه وسحب بها البراطيم بعيدا عن منطقة العمل ثم عاد إلى جنوده لتكملة العمل برغم القصف الجوي المستمر. وقبل الانتهاء من إنشاء الكوبري أصيب بشظية متطايرة وهو بين جنوده. كانت الإصابة الوحيدة وكان هو المصاب الوحيد لكنها كانت قاتلة. ويستشهد وسط جنوده كما كان بينهم دائما.

## نعيه وتكريمه
- منح اسمه وسام نجمة سيناء من الطبقة الأولى
- اُختير يوم استشهاده ليكون يوم المهندس و عيد المهندسين
- أطلق الرئيس محمد أنور السادات اسمه على النفق الذي يعبر تحت قناة السويس ويربط سيناء بباقي أرض مصر. [2]
- أُطلق اسمه على أحد دفعات الكلية الحربية